# Aldo Simoncini
Aldo Junior Simoncini (* 30. srpna 1986 San Marino) je sanmarinský fotbalový brankář a reprezentant. V roce 2013 obdržel cenu Pallone di Cristallo pro nejlepšího sanmarinského fotbalistu roku.
Jeho bratr-dvojče Davide Simoncini je také sanmarinským reprezentantem, hraje v obraně.
Vystudoval programování na Boloňské univerzitě, pracuje jako účetní (k říjnu 2014). V letech 2011–2012 působil jako náhradní brankář v italském klubu AC Cesena, v Serii A však nenastoupil. Od roku 2012 hraje za sanmarinský klub AC Libertas, s nímž získal v roce 2014 sanmarinský superpohár. Chytal také v zápasech předkola Evropské ligy 2014/15.

## Reprezentační kariéra
V sanmarinské fotbalové reprezentaci debutoval 16. 8. 2006 v přátelském zápase v Serravalleproti Albánii (prohra 0:3).